# 29404 Hikarusato
29404 Hikarusato è un asteroide della fascia principale. Scoperto nel 1996, presenta un'orbita caratterizzata da un semiasse maggiore pari a 2,8727600 UA e da un'eccentricità di 0,0821792, inclinata di 1,55585° rispetto all'eclittica.